# Brits Indische Oceaanterritorium
Het Brits Indische Oceaanterritorium (Engels: British Indian Ocean Territory; BIOT) is een Brits overzees gebiedsdeel in de Indische Oceaan, ongeveer midden tussen Afrika en Indonesië, ongeveer op 6°S, 71°30'E, ten zuiden van de Maldiven. Het Brits Indische Oceaanterritorium valt daarmee onder Azië en daarbinnen onder Zuid-Azië. 
Het BIOT werd vastgelegd als een deel van het Verenigd Koninkrijk op 8 november 1965, en bestond toen uit de Chagosarchipel, het Aldabra-atol, de Desroches- en Farquhar-eilanden. Op 23 juni 1976 werden Aldabra, Desroches en Farquhar overgedragen aan de Seychellen als een resultaat van hun nakende onafhankelijkheid. Sindsdien bestaat het BIOT alleen uit de zes belangrijkste eilanden van de Chagosarchipel.
Diego Garcia, het grootste en zuidelijkste eiland, gelegen op een strategische locatie in de centrale Indische Oceaan, huisvest een Brits/Amerikaanse militaire basis. Als gevolg van de speciale militaire status moesten alle oorspronkelijke bewoners (vooral landbouwers) het eiland tussen 1967 en 1973 verlaten. De meesten vestigden zich op Mauritius, anderen op de Seychellen. In 2000 werd de verplichte emigratie ongedaan gemaakt, het eiland behield echter zijn militaire status. Het totale landoppervlak van het gebied beslaat ongeveer 60 vierkante kilometer.
Het staatshoofd is koning Charles III, en de verantwoordelijke bestuurders zijn 'commissioner' Paul Candler (juli 2021) en 'administrator' Kit Pyman, die beiden in het Verenigd Koninkrijk wonen. Er worden geen verkiezingen gehouden vermits er geen vaste inwoners zijn; de bestuurders worden direct aangewezen door de koning.
Alle economische activiteit is geconcentreerd op Diego Garcia. In 1995 waren er ongeveer 1700 Amerikaanse en Britse militairen op het eiland, naast zo'n 1500 burgers. Hoewel het een Brits territorium is, is de munteenheid de Amerikaanse dollar (USD). Er zijn geen industriële of landbouwactiviteiten op het eiland. Er zijn afzonderlijke burgerlijke en militaire verbindingen met het internet en telefoon aanwezig via satellietverbinding. Het BIOT heeft 3 radiozenders, één AM en twee FM, en één tv-zender. Zijn internetafkorting is .io.
De meeste eilanden hebben geen wegen; Diego Garcia heeft een korte geplaveide weg tussen de luchthaven en de haven, maar het meeste vervoer gebeurt met de fiets. Diego Garcia heeft ongeveer 3000 meter geasfalteerd fietspad. De enige luchthaven is de militaire basis.
Akrotiri en Dhekelia · Anguilla · Bermuda · Brits Antarctisch Territorium · Brits Indische Oceaanterritorium · Britse Maagdeneilanden · Falklandeilanden · Gibraltar · Kaaimaneilanden · Montserrat · Pitcairneilanden · Sint-Helena, Ascension en Tristan da Cunha · Turks- en Caicoseilanden · Zuid-Georgia en de Zuidelijke Sandwicheilanden
Brits Kroonbezit: Guernsey · Jersey · Man